# Premier Amour (film, 2001)
Pour les articles homonymes, voir Premier Amour.
Pour plus de détails, voir Fiche technique et Distribution.
Premier Amour (titre original : All Forgotten ; Lover's Prayer aux États-Unis) est un film anglo-américain de Reverge Anselmo sorti en 2001, dans lequel Kirsten Dunst incarne la jeune fille Zinaïda. Il est adapté du roman Premier Amour de l'auteur russe Ivan Tourgueniev.

## Synopsis
Au début de l'été 1833, Vladimir Petrovitch, âgé alors de seize ans, prépare sans zèle excessif ses examens d'entrée à l'université dans la propriété de ses parents, non loin de Moscou. Il tombe éperdument amoureux de Zénaïde, jeune femme de vingt-et-un ans d'une singulière beauté, qu'il observe de derrière la palissade séparant son jardin du parc. C'est en fait sa voisine fraîchement installée dans la maison attenante et qui vit là avec sa mère, la princesse Zassékine, personne désargentée réduite à une existence misérable.
La jeune fille réunit fréquemment chez elle nombre d'adorateurs qu'elle s'amuse à rendre jaloux ou qu'elle pousse par jeu à commettre quantité de sottises. Elle rencontre un jour le père de Vladimir, un homme séduisant et autoritaire. Elle succombe à son charme et ils finissent quelques jours plus tard par se donner rendez-vous dans le jardin, à l'occasion d'une nuit.
Vladimir, qui les a épiés, devient fou de rage en constatant la terrible vérité. Ce n'est qu'après avoir repris ses études qu'il parviendra à guérir de cette blessure et à se dégager de l'ensorcellement de cette passion dévastatrice. Quant à Zénaïde et à son père, ils sont tous deux frappés par un sort tragique : la première qui s'est entre-temps mariée meurt en couches et le second succombe à une attaque cardiaque, non sans laisser à son fils une dernière lettre dans laquelle il l'exhorte à se garder de l'amour.

## Fiche technique
- Titre original : All Forgotten
- Titre américain : Lover's Prayer
- Réalisation : Reverge Anselmo
- Scénario : Reverge Anselmo d'après la nouvelle Premier Amour d'Ivan Tourgueniev et la nouvelle Les Garces d'Anton Tchekhov
- Lieu de tournage : Prague
- Image : David Watkin
- Musique : Joel McNeely
- Montage : Peter E. Berger (en)
- Durée : 106 minutes
- Dates de sortie :
  -  Pays-Bas : 18 septembre 2001 (sortie en DVD)[1]

## Distribution
- Kirsten Dunst
- Julie Walters
- Geraldine James
- Nathaniel Parker
- Nick Stahl

## Nominations et récompenses
- Kirsten Dunst a été nommée pour son rôle lors des DVD Exclusive Awards.